# 葛新爱
葛新爱（1953年—），女，河南郑州人，中国乒乓球运动员。

## 生平
1970年入河南乒乓球队。1973年被选入国家乒乓球集训队。直拍削球打法，削球低而旋转，守中有攻，发球变化多，落点好。退役后1980年起任河南乒乓球队教练，后移民到国外居住。

## 比赛成绩
- 1975年第三十三届世界乒乓球锦标赛，女子单打第三名、女子团体冠军
- 1977年第三十四届世界乒乓球锦标赛，女子单打和女子双打（与张立合作）第三名、女子团体冠军
- 1979年第三十五届世界乒乓球锦标赛，女子单打和混合双打（与梁戈亮合作）冠军、女子双打亚军（与阎桂丽合作）、女子团体冠军。同时还获得世界乒坛元老宿将组成的斯韦思林俱乐部授予的最佳选手奖银杯

## 荣誉
- 1978年、1979年两次获国家体委颁发的体育运动荣誉奖章
- 1981年获运动健将称号